# Саласар, Ихинио
Ихи́нио Саласа́р, англ. Yginio Salazar (14 февраля 1858 (предположительно), округ Валенсия, Нью-Мексико, США — 7 января 1936, Линкольн, Нью-Мексико, США) — американский ковбой и ганфайтер мексиканского происхождения. Был одним из бойцов «Регуляторов», окружного отряда, участвовавшего в Войне в округе Линкольн.
В литературе Саласара часто называют самым молодым из «Регуляторов округа Линкольн», однако это почти наверняка ошибочно. Эта ошибка происходит из-за неправильной даты рождения, выбитой на его надгробии: 1863 год вместо 1858-го. В действительности он был одним из самых молодых «Регуляторов», но почти наверняка старше Тома О’Фолльярда и Билли Кида.

## Ранние годы
Ихинио, вероятно, родился в 1858 году. В то время семья жила на реке Рио-Хондо, в округе Валенсия, Территория Нью-Мексико. В переписи населения округа Валенсия 1860 года он указан как двухлетний сын Теофило и Паулы (Паублы) Саласар. Также в этом домохозяйстве были зарегистрированы братья и сестры Лугарда (12 лет), Франсиско (8 лет), Махенсия (6 лет), Ромуло (5 лет) и Хосе (2 года). Это противоречит широко упоминаемому 1863 году рождения (и году на его надгробии), а кроме того, 1858 год рождения подтверждается записями переписи 1880 года. Возрастное распределение братьев и сестёр также делают год рождения после 1860-го маловероятным.
В детстве Ихинио научился играть на скрипке, его нанимали играть на танцах в форте Стэнтон. Он говорил на двух языках (английском и испанском), умел читать и писать, а кроме того, со временем стал искусным наездником и научился ловко обращаться с ружьём и пистолетом.
К середине 1870-х семья переселилась на ранчо, расположенное в нескольких милях к западу от Линкольна.

## Война в округе Линкольн
Война в округе Линкольн стала следствием соперничества между компанией «Мёрфи и Долан» и английским предпринимателем Джоном Генри Танстеллом за экономическое влияние на Территории Нью-Мексико. Фактически округ контролировался Лоренсом Мёрфи и Джеймсом Доланом, владевшими там единственным на тот момент магазином и скупавшими краденый скот. Их фирма имела сильных покровителей в лице губернатора и генерального прокурора Территории Нью-Мексико. К тому же, им удалось заключить контракт на поставки мяса с правительством США. Танстелл и его адвокат Александр Максуин были противниками их альянса. Джон Танстелл нанял для охраны своего скота людей, в число которых входили Билли Кид, Дик Брюэр, Док Скарлок, Чарли Боудри, Хосе Чавес-и-Чавес, Джон Миддлтон, Фрэнк Макнаб, Генри Ньютон Браун, кузены Джордж и Фрэнк Коу, а также другие ковбои, впоследствии сформировавшие отряд «Регуляторы». Вероятно, Саласар также в этот период времени работал на ранчо Джона Танстелла, где и сблизился с Билли Кидом. На стороне компании «Мёрфи и Долан» были банда Джесси Эванса, банда Джона Кинни и отряд ранчеров, известный как «Воины семи рек». Кроме того, Джеймс Долан подкупил представителей закона, в частности, шерифа Уильяма Брейди. Фракции были разделены по этническому и религиозному признаку: люди Мёрфи были в основном католиками-ирландцами, а Танстелл и его союзники — английскими протестантами. Убийство Танстелла бандой Эванса, подосланной шерифом Брейди, произошедшее 18 февраля 1878 года, развязало Войну в округе Линкольн, ставшую самым кровавым гражданским конфликтом на Диком Западе.
Ихинио принимал участие в боевых действиях Войны в округе Линкольн лишь однажды: во время Пятидневной битвы (15-19 июля 1878 года) он был одним из четырнадцати защитников дома Александра Максуина. Вечером 19 июля, когда «Регуляторы» прорывались из окружения, Саласар был ранен в плечо и в спину. Он потерял сознание, его посчитали мёртвым. Перед рассветом, придя в себя, он, воспользовавшись темнотой, смог выбраться с поля боя. Ихинио дополз до дома своего брата, находившегося в полумиле от Линкольна на реке Рио-Бонито, где получил укрытие и первую медицинскую помощь, и впоследствии его выходил Дэн Аппель, врач из форта Стэнтон.
После выздоровления Саласар присоединился к «Конным стрелкам округа Линкольн» (Lincoln County Mounted Rifles) — военизированному отряду, созданному губернатором Нью-Мексико Лью Уоллесом для восстановления порядка на вверенной ему территории. Однако «Конные стрелки» не справились со своей задачей; отряд просуществовал всего около трёх месяцев.
Ихинио Саласар был одним из «Регуляторов», которые встретились с Джеймсом Доланом и его людьми в феврале 1879 года, чтобы обсудить условия мирного соглашения.

## После войны

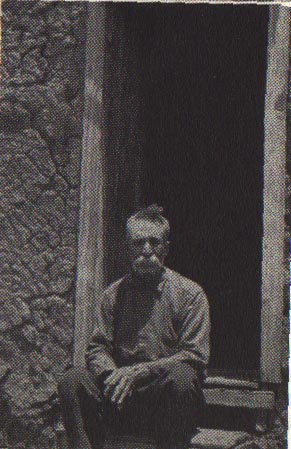
Ихинио Саласар, 1930-е

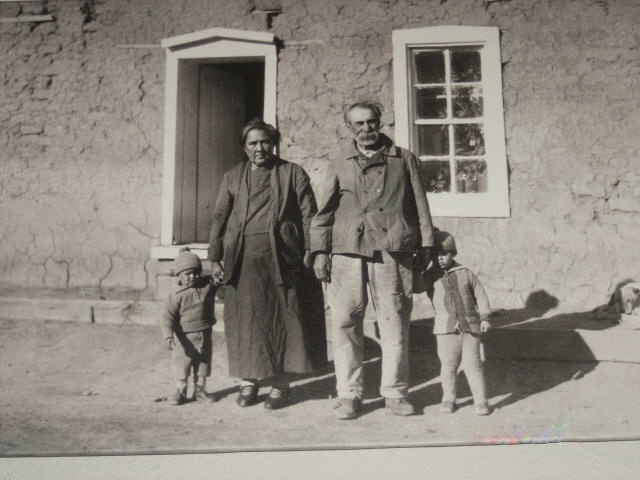
Ихинио и Изабель Саласар с внуками, около 1930

После окончания Войны в округе Линкольн Саласар стал владельцем сельскохозяйственного ранчо недалеко от небольшого поселения Лас-Таблас. Его отец Теофило, очевидно, умер, а мать снова вышла замуж до 1880 года. Ихинио вместе со своими братьями Ромуло и Хосе указаны в переписи 1880 года в Лас-Таблас, округ Линкольн, как пасынки в семье Франсиско и Паулы Лума. Это говорит о том, что к 1880 году их старшие братья и сестры либо умерли, либо покинули дом.
После того, как Билли Кид 18 апреля 1881 года сбежал из тюрьмы в Линкольне, убив двух охранников, он пришёл в дом Ихинио, где Саласар помог ему избавиться от кандалов, а также предоставил укрытие, еду и воду.
В территориальной переписи 1885 года Ихинио не обнаружен, однако в переписи населения Линкольна 1900 года указано домашнее хозяйство Ихинио Саласара, женатого на Изабель Паниаг (35 лет, родилась в мае 1865 года). С ними зарегистрирована дочь Маргарита Марта Саласар (возраст 18 лет, родилась в ноябре 1881 года). Показано, что Изабель является матерью одного ребенка. Однако перепись также фиксирует, что Ихинио и Изабель были женаты всего четыре года (то есть с 1896-го). Перепись населения Линкольна 1910 года показывает, что Ихинио (указан возраст 50 лет) был женат один раз, а Изабель (на тот момент 45 лет) была замужем дважды. По данным этой переписи, у Изабель не было детей, а Ихинио и Изабель было женаты 12 лет (то есть с 1898 года). Несмотря на расхождения в записях, можно предположить, что Ихинио Саласар женился на Изабель в округе Линкольн между 1896 и 1898 годами, был её вторым мужем, и у них, возможно, не было общих детей.
В апреле 1933 года в журнале New Mexico Magazine Уилбер Смит опубликовал интервью, взятое у Ихинио Саласара. Статья называлась «Друг Билли Кида» (The Amigo of ‘Billy the Kid’).

## Смерть
Ихинио Саласар скончался от естественных причин 7 января 1936 года и был похоронен на кладбище Линкольна рядом со своей женой Изабель, которая умерла незадолго до него 15 мая 1935 года. На его надгробии написано «Приятель Билли Кида» (Pal of Billy the Kid).